# Mardânshâh
Mardânshâh (persan : مردانشاه) est un prince sassanide du VIIe siècle. Il est le fils du shah Khosro II et de Chirine, et il est le préféré de son père et le successeur qu'il souhaite se donner à la tête de l'Empire sassanide. Il est toutefois tué avec ses frères et demi-frères par son demi-frère Kavadh II après la déposition de leur père en 628.

## Sources
- (en) Parvaneh Pourshariati, Decline and fall of the Sasanian empire : the Sasanian-Parthian confederacy and the Arab conquest of Iran, London and New York, I.B. Tauris, 2008,, 537 p. (ISBN 978-1-84511-645-3, lire en ligne).
- (en) James Howard-Johnston, « ḴOSROW II », dans Encyclopaedia Iranica, Online Edition, 2010, (lire en ligne) (consulté le 3 avril 2014).